# Orbetello
Orbetello ist eine italienische Stadt mit 14.149 Einwohnern (Stand 31. Dezember 2023) in der Provinz Grosseto in der Toskana.

## Geographie
Orbetello liegt heute auf dem mittleren dreier Tomboli, welche den Monte Argentario mit dem toskanischen Festland verbinden. Der etwa vier Kilometer lange Verbindungsdamm, auf dem die Autostraße verläuft, wurde erst 1824 künstlich aufgeschüttet. In der Antike lag Orbetello auf einer Insel. Zwei weitere Tomboli, die Verbindungen zwischen Monte Argentario und Festland darstellen und die Lagune von Orbetello umschließen, entstanden im Laufe der Jahrhunderte. Auf dem nördlichen Tombolo di Giannella verläuft die von Albinia zum Monte Argentario führende Autostraße, flankiert von Campingplätzen und Appartementanlagen. Der südliche (Tombolo di Feniglia), auf dem am 18. Juli 1610 die Leiche Caravaggios gefunden wurde, ist hingegen weitgehend naturbelassen. Die weitläufigen Pinienwälder und feinsandigen Strände sind für PKW nicht zugänglich und ein Lebensraum für Dam- und Schwarzwild.

Lage von Orbetello in der Provinz Grosseto

Die Lagune von Orbetello ist im Laufe des Mittelalters durch den Treibsand von den Landzungen sowie Schlamm und Schutt, den der Fluss Albegna aus den Bergen mitbringt, teilweise verlandet. Andererseits besteht durch ein Kanalsystem ein gewisser Austausch mit dem Meerwasser. Durch das Gemisch von Süß- und Salzwasser ist teilweise eine ähnliche Landschaft entstanden, wie sie der Fluss Ombrone im Parco Naturale della Maremma geschaffen hat. Dieser ca. 800 ha große Teil der nördlichen Lagune (Laguna di Ponente) ist ein dem WWF unterstehendes Naturschutzgebiet.
Zur Gemeinde Orbetello gehören außer dem Kernort (capoluogo) noch die folgenden Ortsteile: Albinia, Ansedonia, Fonteblanda, Giannella, Quattro Strade, San Donato und Talamone.
Die Nachbargemeinden sind Capalbio, Magliano in Toscana, Manciano und Monte Argentario.

## Geschichte
Funde von Bronzen und Keramiken aus Gräbern legen nahe, dass die Insel schon seit dem 7. vorchristlichen Jahrhundert durch die Etrusker besiedelt war. Noch heute befinden sich in den Hafenmauern der Stadt etruskische Polygonalquader, die ins 4. vorchristliche Jahrhundert datiert werden und auf eine befestigte Stadt schließen lassen, über die allerdings nichts Gesichertes bekannt ist.
Möglicherweise bestand eine Verbindung zu dem 273 v. Chr. von den Römern gegründeten Cosa auf dem Festland südlich des Tombolo di Feniglia nahe dem heutigen Ortsteil Ansedonia. Einer im 18. Jahrhundert aufgekommenen Hypothese zufolge befand sich der etruskische Vorläufer von Cosa, Cusi alias Cusa, genau hier, was aber nicht mehr beweisbar ist.
Im Mittelalter verlieren sich die Spuren. Die Lagune von Orbetello teilt im Wesentlichen die Geschichte der wechselnden Besitzverhältnisse am Monte Argentario: Die Feudalherren der Aldobrandeschi hatten sie im 13. Jahrhundert inne, die Orsini im 14. Jahrhundert, Ladislaus von Neapel bis 1414 und nach dessen Tod schließlich Siena. Als Cosimo I. de’ Medici Siena 1555 eroberte, das die spanischen Habsburger zu jenem Zeitpunkt schon drei Jahre besetzt hielten, gehörte die Lagune von Orbetello zu den wenigen Gebieten, die Florenz nicht für das neu zu etablierende Großherzogtum Toskana behalten durfte. Im Vertrag vom 3. Juli 1557 mit Philipp II. verlangte der spanische König es zusammen mit Piombino, Talamone, Teilen von Elba und dem Monte Argentario für sich.
Der neu gegründete Garnisonsstaat Stato dei Presidi (spanisch verwaltet bis 1708) verstärkte Orbetellos Festungsmauern und baute das zuvor unbedeutende Städtchen zu einem strategisch bedeutenden Stützpunkt aus. Die Festungsanlagen prägen noch heute den Charakter Orbetellos, in dem sich nur wenige ältere Bausubstanz erhalten hat.
Der Stato dei Presidi, der 1737 österreichisch und danach bourbonisch wurde, bestand bis 1801. Danach eroberte ihn Napoleon Bonaparte, und im Wiener Kongress 1815 fiel er an das Großherzogtum Toskana, das 1860 im Nationalstaat Italien aufging.
Zwischen 1927 und 1933 unternahm der faschistische Luftfahrtminister Italo Balbo von Orbetello aus Transatlantikflüge mit Wasserflugzeugen. Im Jahre 1938 baute der italienische Bauingenieur Pier Luigi Nervi einen international viel beachteten, im Zweiten Weltkrieg zerstörten Flugzeughangar mit einer Kassettendecke in moderner Betonspanntechnik.
Der Aufstieg Orbetellos zu einer touristisch relevanten Region begann in den 1960er Jahren.
!Fischsterben 2024
Ende Juli 2024 verendeten in der Lagune von Orbetello nach ersten Schätzungen insgesamt 200 Tonnen Aale und andere Fische. Rekordhohe Wassertemperaturen von um die 35 °C werden für das Fischsterben verantwortlich gemacht.

## Sehenswürdigkeiten

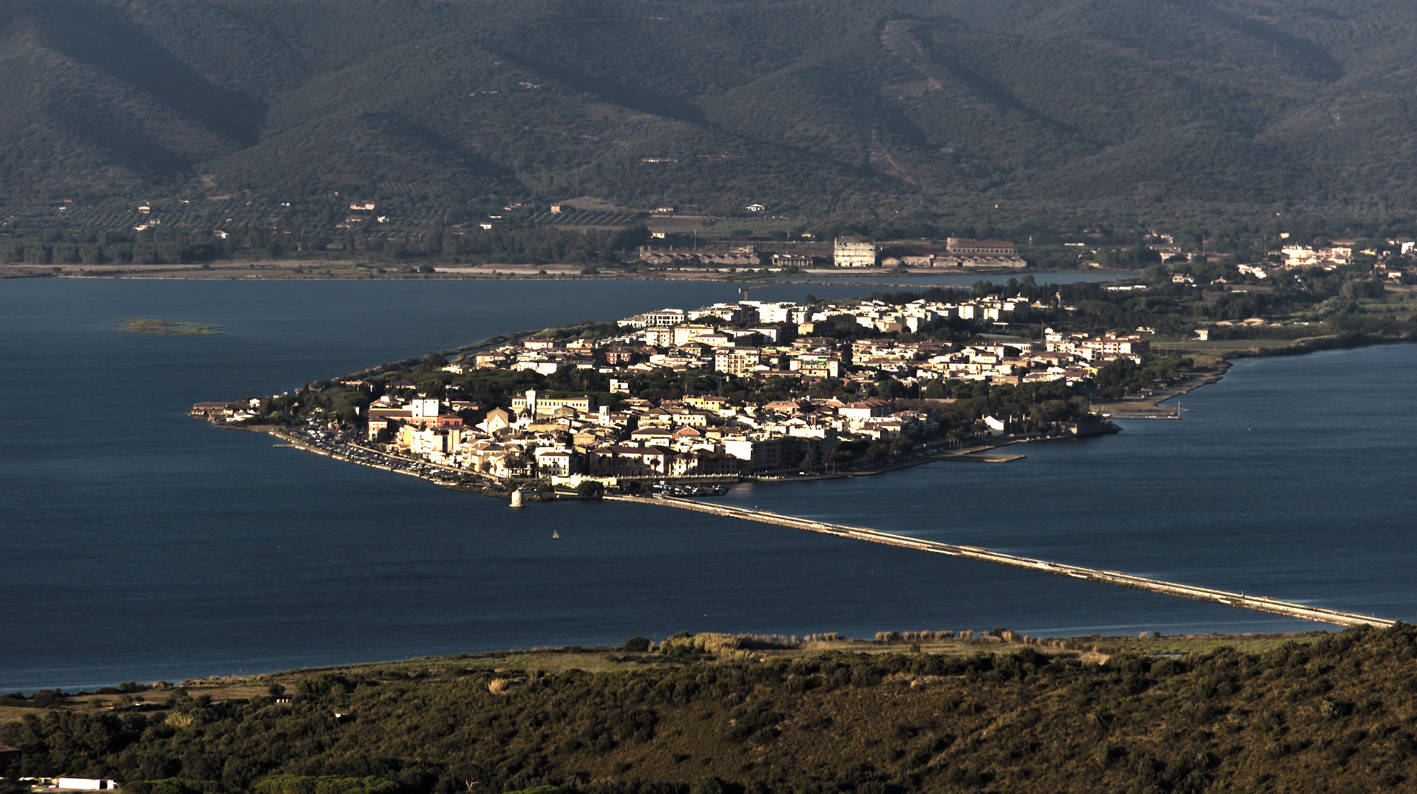
Blick auf die Stadt und die Lagune von Orbetello

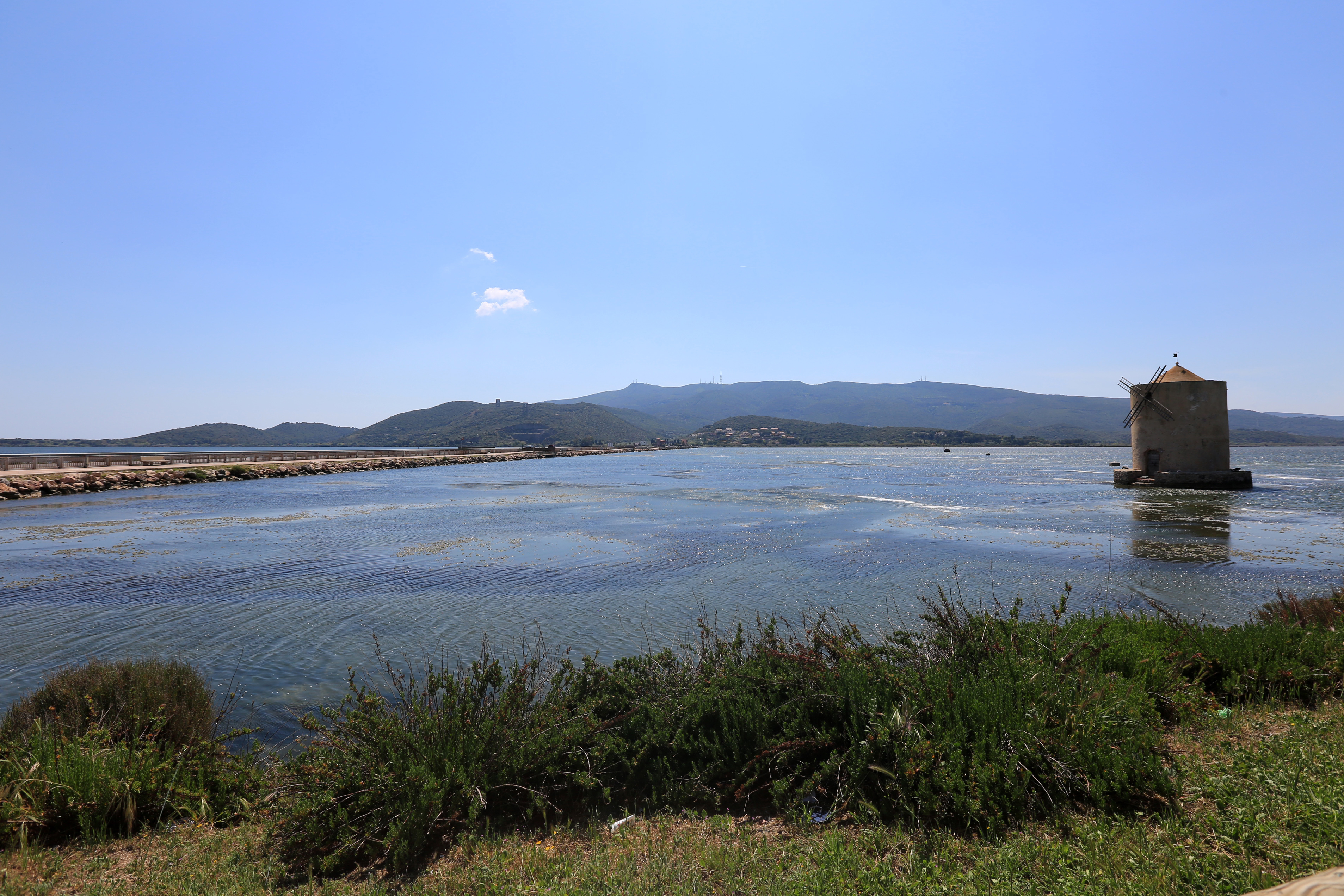
Molino Spagnolo (Spanische Mühle) von Orbetello und Damm zur Insel Monte Argentario

Der historische Kern, der verkehrsberuhigt und vorzugsweise zu Fuß zu erschließen ist (Parkplatz am Lagunendamm), ist im Wesentlichen unverändert geblieben. Daneben schließt sich die Neustadt an.
- Der Dom Santa Maria Assunta, Konkathedrale des Bistums Pitigliano-Sovana-Orbetello, hat eine gotische Fassade und wurde im späten 14. Jahrhundert auf den Grundmauern eines Vorgängerbaus errichtet.
- Entlang der Kaimauern an Ost- und Westseite (Mura di Levante und Mura di Ponente), in denen noch etruskische Felsblöcke stecken, lässt sich der Ortskern außen komplett umrunden. In der Lagune steht eine historische Windmühle die erst von den Einwohnern errichtet wurde und später von den Spaniern zu einer Windmühle ausgebaut wurde.
- Flaniermeile mit Cafés und Fischrestaurants, Geschäften und Verwaltungseinrichtungen ist der Corso Italia.
- Die spanischen Befestigungsanlagen umfassen Stadttore, Wehrmauern und ein Pulvermagazin (heute Sitz des Archäologischen Museums mit Konzentration auf etruskische Fundstücke aus den lokalen Nekropolen).
- Das WWF-Naturreservat Oasi di Orbetello ist über Stege zu Aussichtspunkten und Türmen mitten im Schilfrohr zwischen Dünen, flachen Seen und Wäldchen teilweise begehbar. Ornithologen entdecken hier seltene Arten (z. B. Silberreiher und Stelzenläufer). Seit 2011 überwintern im Gebiet Waldrappe aus einem Wiederansiedlungsprojekt in Deutschland und Österreich.[5]

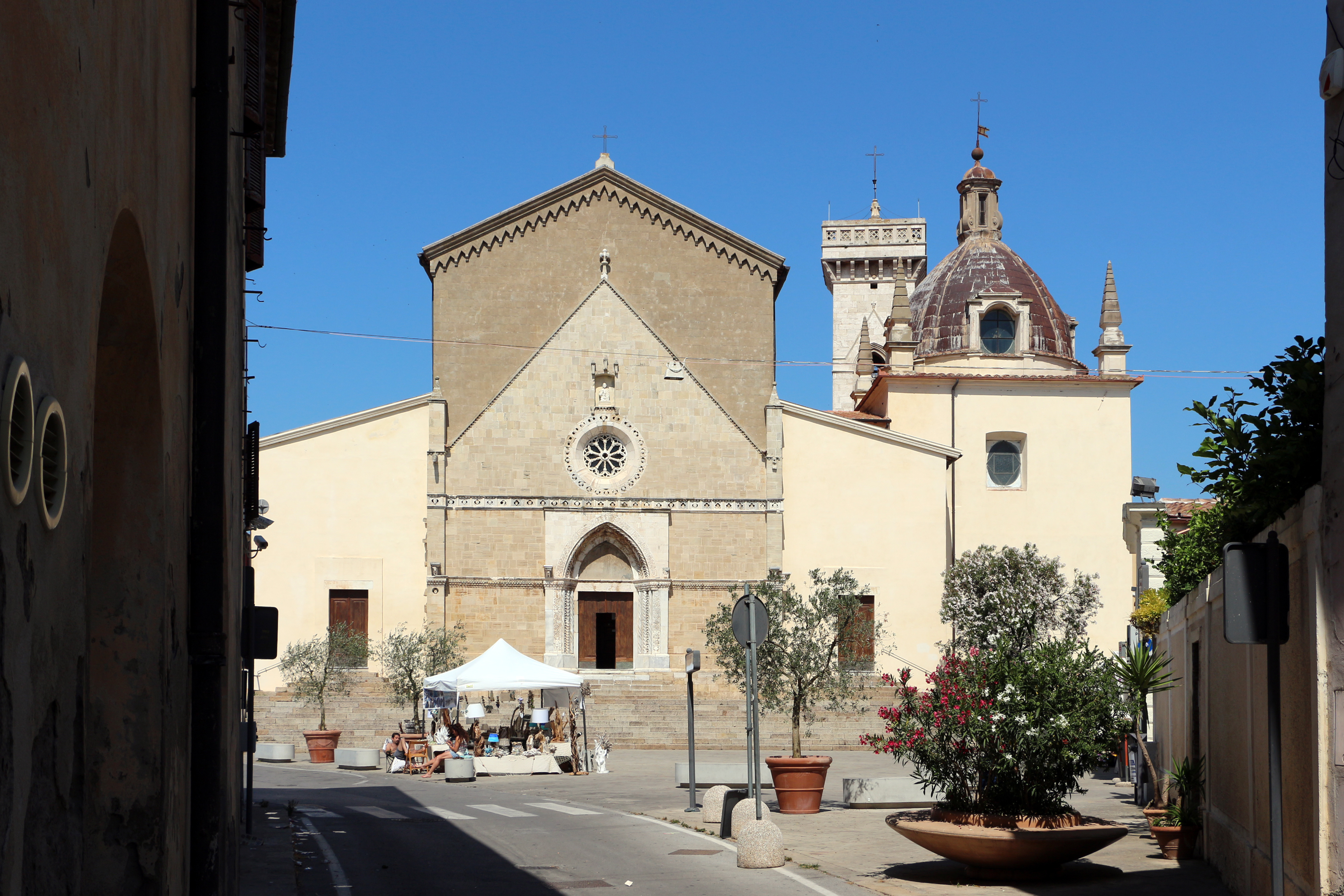
Der Dom
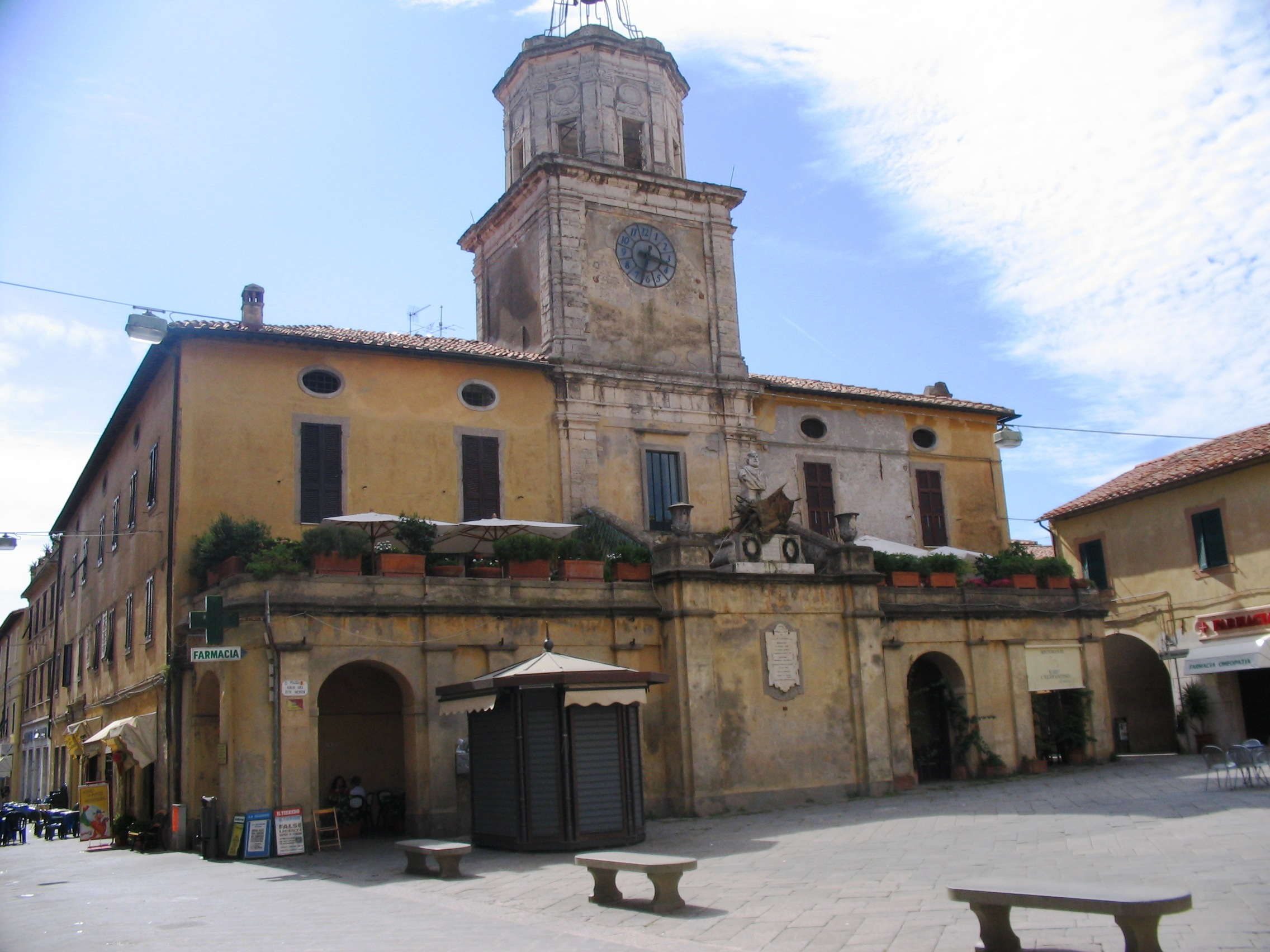
Palazzo del Podestà
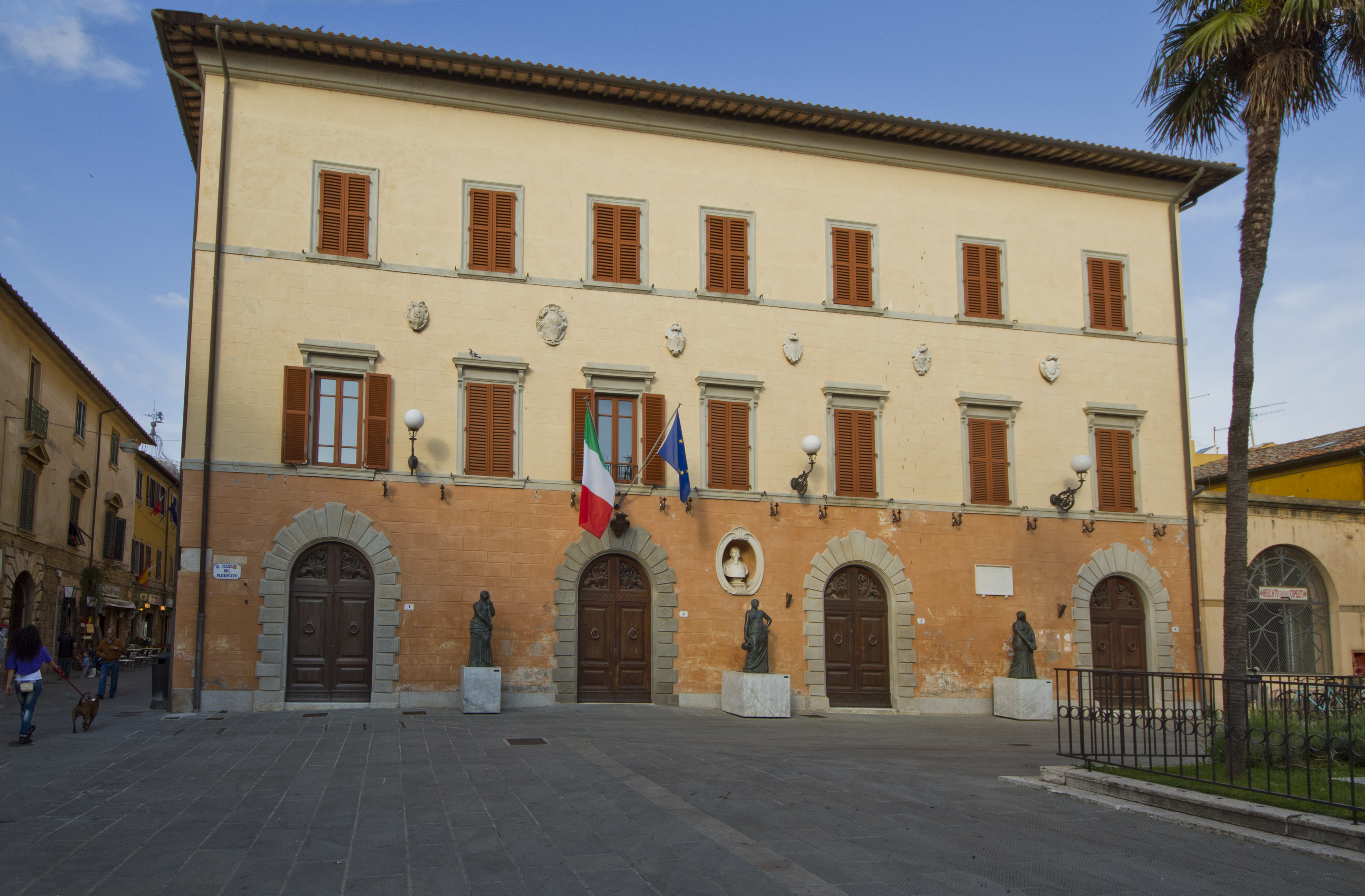
Das Rathaus
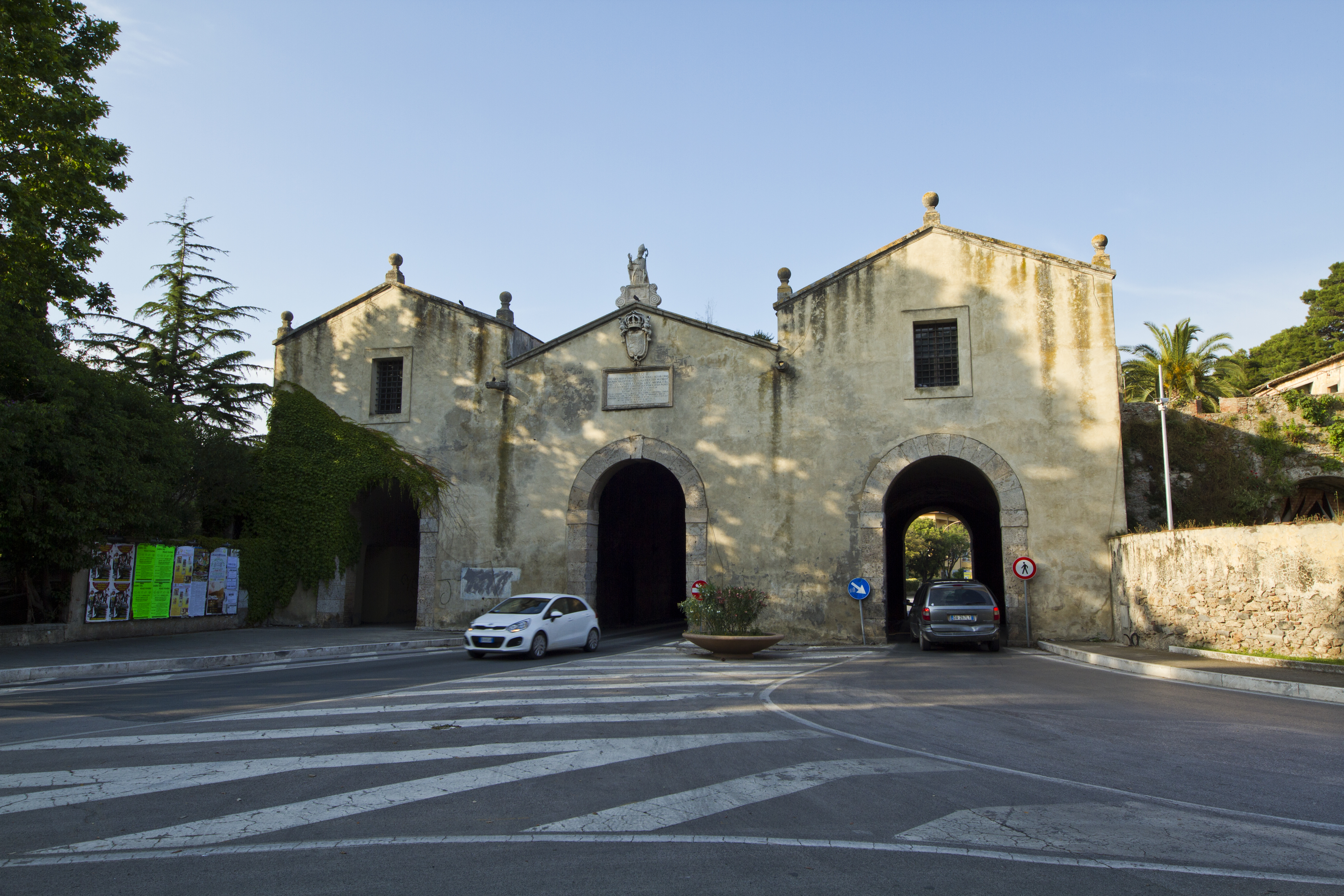
Porta Medina
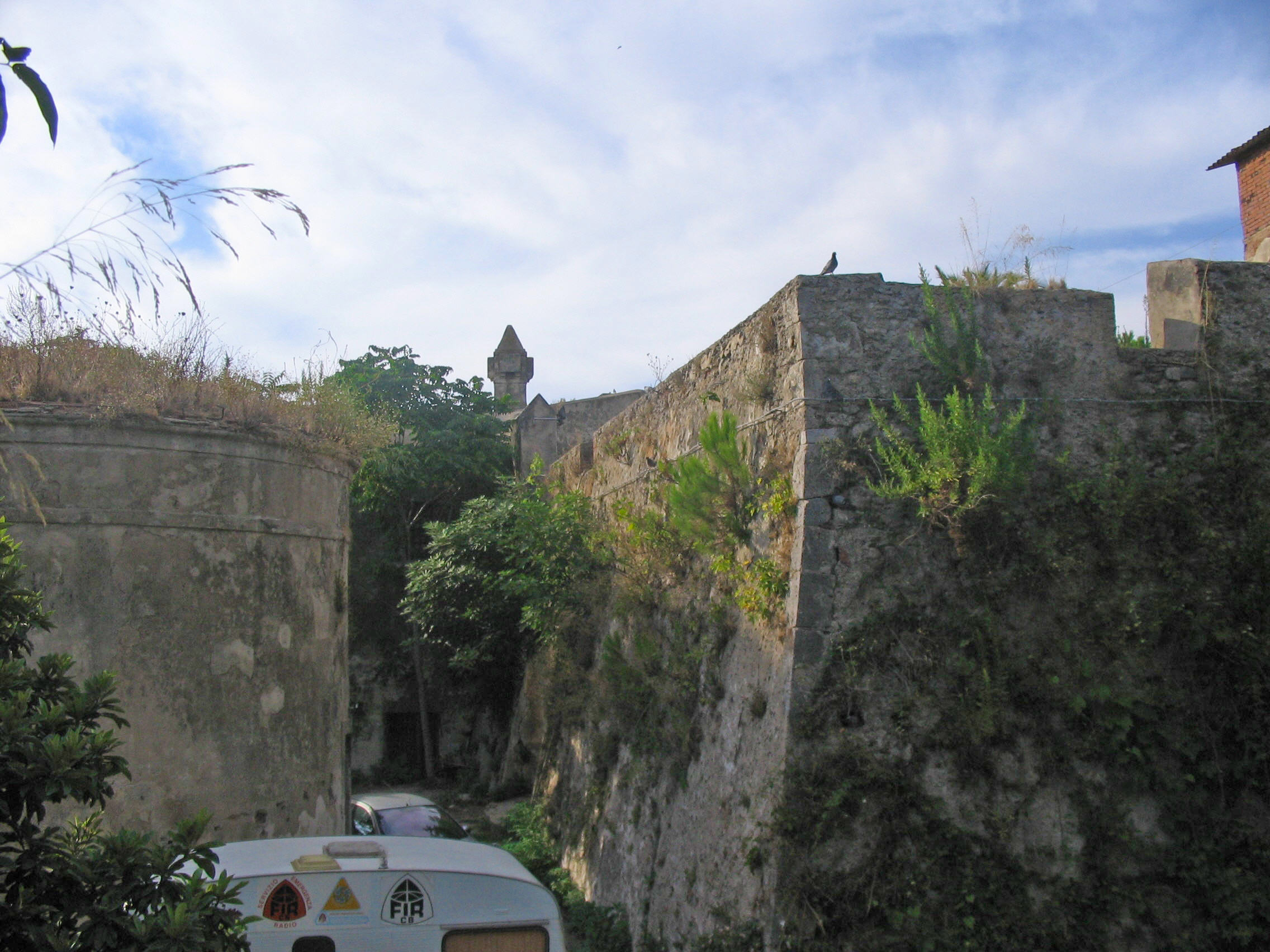
Teil der Befestigungsanlagen
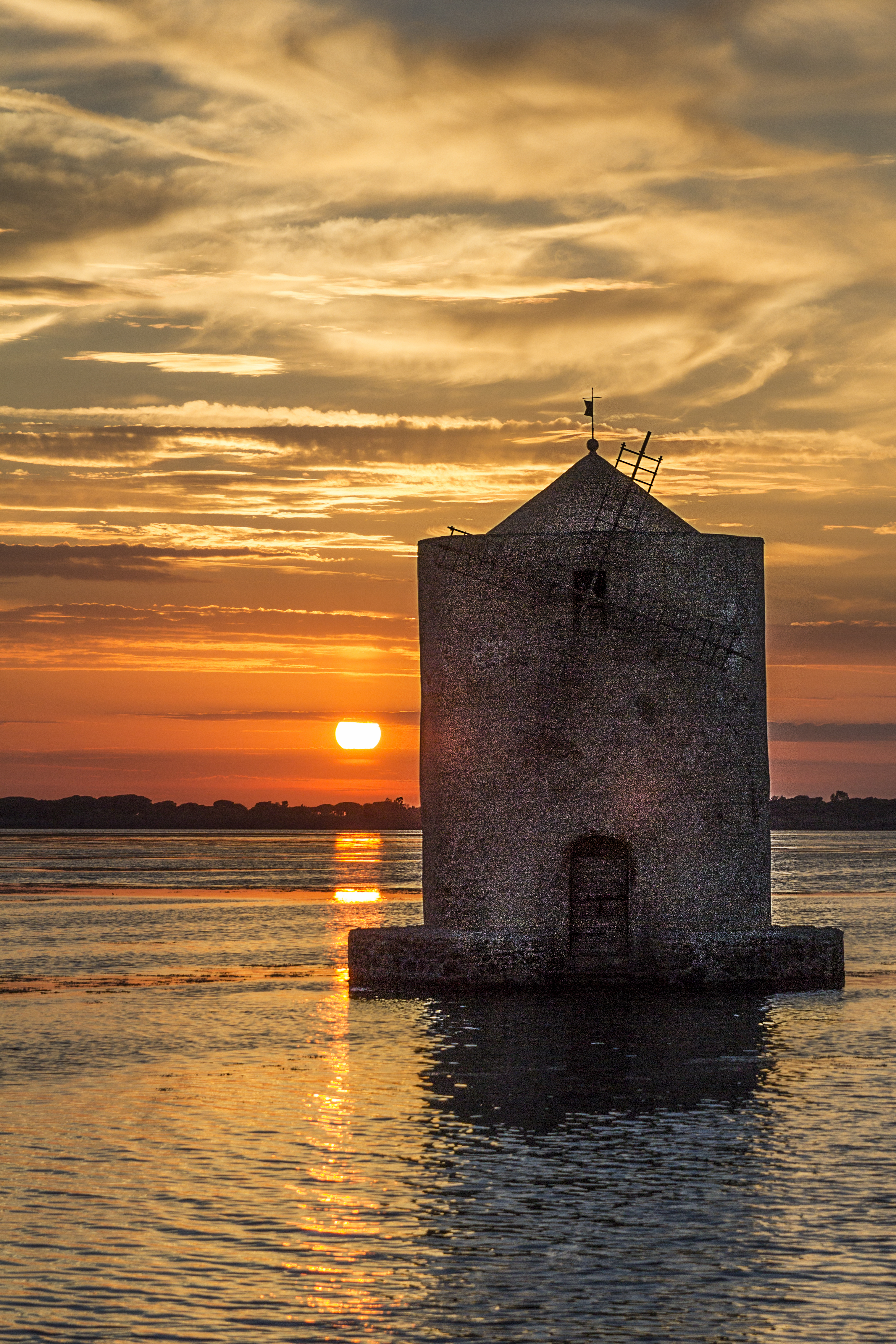
Molino Spagnolo, die Spanische Mühle
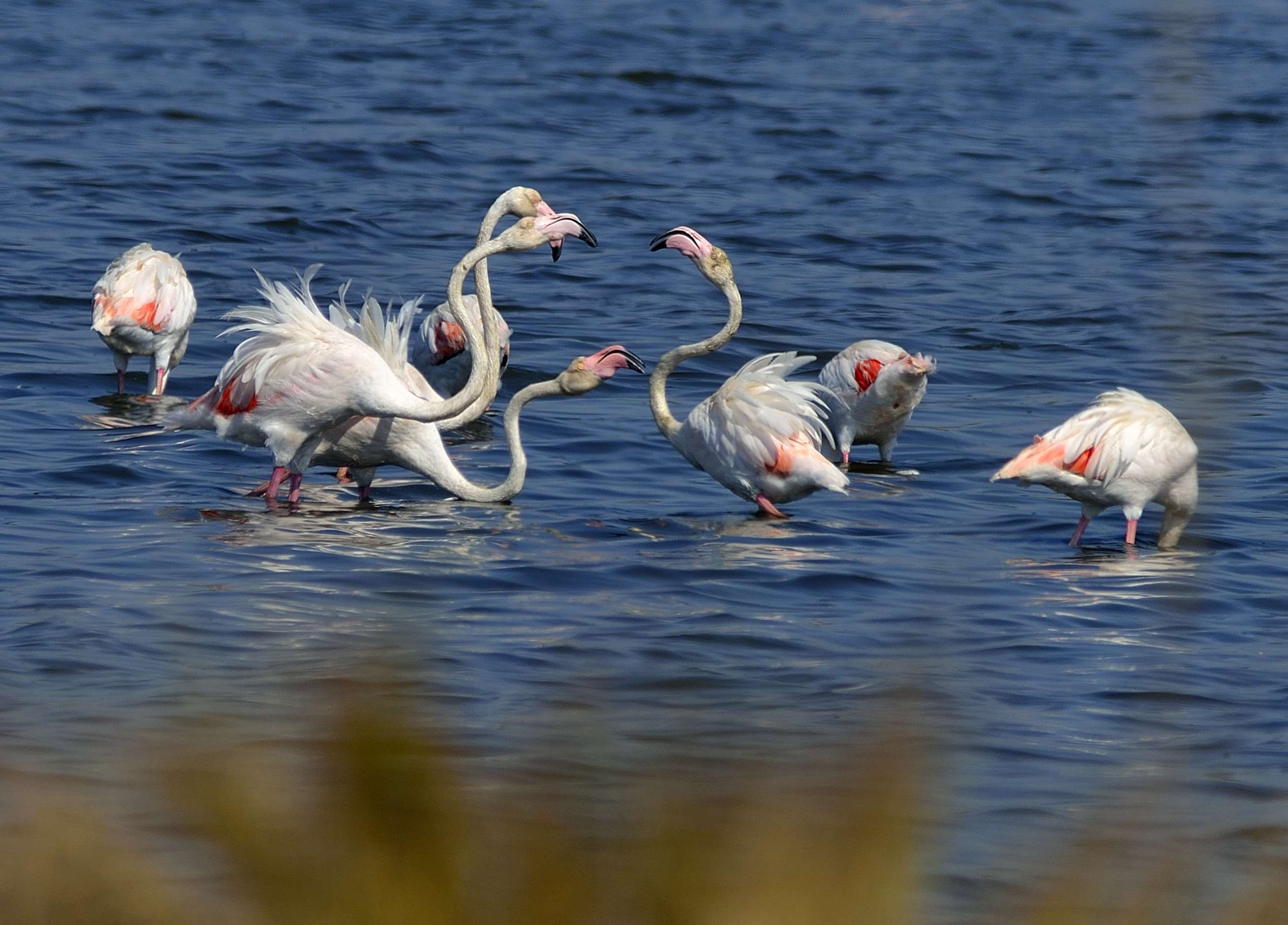
Flamingos in der Lagune

## Wirtschaft
Haupteinnahmequelle ist der Tourismus. Obwohl viele Feriengäste am Monte Argentario Orbetello nur als Durchgangsstation nutzen oder als Tagesausflügler vorbeikommen, profitiert die Stadt an der Lagune doch von den Attraktionen des Felsengebirges und der Naturreservate der Maremma.

## Söhne und Töchter der Stadt
- Tommaso Arezzo (1756–1833), Kardinal
- Lamberto Bartolucci (1924–2020), General
- Fabrizio Bisconti (1955–2022), Archäologe
- Roberta Lombardi (* 1973), Juristin und Politikerin (M5S)